# L'Orbrie
L'Orbrie é uma comuna francesa na região administrativa da Pays de la Loire, no departamento de Vendéia. Estende-se por uma área de 9,63 km². Em 2010 a comuna tinha 811 habitantes (densidade: 84,2 hab./km²).